# 9334 Moesta
9334 Moesta este un asteroid din centura principală de asteroizi.

## Descriere
9334 Moesta este un asteroid din centura principală de asteroizi. A fost descoperit pe 16 octombrie 1990 la Observatorul La Silla de Eric Walter Elst. El prezintă o orbită caracterizată de o semiaxă mare de 2,63 ua, o excentricitate de 0,17 și o înclinație de 11,9° în raport cu ecliptica.